# Parcul Industrial Moreni
Parcul Industrial Moreni este un parc industrial din România.
A fost înființat în anul 2001 prin divizarea uzinei de armament Automecanica Moreni.
În prezent (mai 2010), în parcul industrial activează 24 de societăți care angajează 700 de persoane.
În august 2009, în Parcul Industrial Moreni lucrau 1.200 de oameni